# Unidad de Investigación en Enfermedades Metabólicas
La Unidad de Investigación de Enfermedades Metabólicas (UIEM) es un centro adscrito al Instituto Nacional de Ciencias Médicas y Nutrición, dedicado a la investigación científica, formación profesional y a crear conocimiento y terapias vanguardistas sobre diabetes y obesidad, entre otras enfermedades metabólicas.

## Historia
La Unidad de Investigación de Enfermedades Metabólicas fue fundado , en la alcaldía de Tlalpan, en la Ciudad de México, el 28 de febrero de 2017. La idea de crear esta unidad fue debido a la carencia que se tiene en Latinoamérica de instituciones que cuenten con equipos multidisciplinarios y especializados en enfermedades metabólicas, además de ser México uno de los países a nivel mundial con mayor índice de diabetes y obesidad.
Fue así que se generó una alianza entre el Instituto Tecnológico de Estudios Superiores de Monterrey y el Instituto Nacional de Ciencias Médicas y Nutrición para crear la primera Unidad de Investigación en Enfermedades Metabólicas.  Iniciando la construcción de la unidad dentro de las instalaciones del Instituto Nacional de Ciencias Médicas y Nutrición. 
Además también se creó un programa de posgrado para generar investigadores especializados en las enfermedades metabólicas.

## Investigación
La Unidad de Investigación de Enfermedades Metabólicas desarrolla investigación en las siguientes líneas de investigación:
- Búsqueda de los genes causales de la hipertrigliceridemia familiar (LRPPRC)
- Caracterización de la hiperlipidemia familiar combinada
- Determinantes de las complicaciones crónicas de la diabetes tipo 2
- Mecanismos por los cuales las variantes de los genes que tienen alelos de riesgo asociados con la etnicidad nativa-americana se asocian a enfermedades metabólicas o modifican la respuesta a diversas intervenciones
- Estudio del obeso metabólicamente sano
- Mecanismos de acción y nuevas indicaciones de la cirugía bariátrica
- Ayuno intermitente
- Estudio de la diabetes tipo 2 de inicio temprano y su relación con la nefropatía
- Desarrollo y validación de nuevas intervenciones, herramientas o medicamentos para la prevención o el tratamiento de las enfermedades metabólicas
- Estudio de los mecanismos que otorgan susceptibilidad a la población mexicana para tener obesidad, diabetes y otras enfermedades metabólicas
- Biología de sistemas de las enfermedades metabólicas
- Identificación de nuevos blancos de tratamiento para el manejo de las enfermedades metabólicas
- Fisiopatología de las dislipidemias y de la diabetes tipo 2.
- Desarrollo de herramientas predictivas o terapéuticas para las dislipidemias y la diabetes tipo 2.

## Laboratorios y servicios especializados
Los laboratorios y servicios especializados con los que cuenta actualmente para el apoyo a la investigación y diagnóstico de enfermedades metabólicas son:
- El Laboratorio de Composición Corporal: Se realiza la evaluación de la composición corporal por medio de antropometría, bioimpedancia (masa muscular, masa grasa, agua corporal, etc.) y densitometría (medición del contenido de grasa corporal, grasa intraabdominal y densidad mineral ósea).
- Quirófano: Área de quirófano equipada para llevar a cabo biopsias de órganos sólidos, las cuales son usadas para hacer estudio de expresión y proteómica.
- El Laboratorio de Evaluación de la Función Vascular: En este laboratorio se realizan prueba para evaluar la presencia de disfunción endotelial, tales como la vasodilatación mediada por endotelio y la velocidad de onda de pulso.
- El Laboratorio de Ejercicio y Calorimetría Indirecta: En este laboratorio se realiza la prueba cardiopulmonar de ejercicio en banda sin fin, en donde se evalúa de forma integrada los sistemas cardiovascular, pulmonar, músculo-esquelético, hematopoyético y el sistemas nerviosa central durante el esfuerzo físico; además de que con la calorimetría indirecta se puede analizar los sustratos de energía.
- El Laboratorio de Medición de la Acción de la Insulina: En este laboratorio se realiza la cuantificación de la secreción y la acción de la insulina mediante la técnica de clamp (en sus distintas variedades); esto a su vez mediante la infusión de marcadores (enriquecidos con isótopos estables) es posible medir la producción hepática de glucosa y el metabolismo de las lipoproteínas.
- La Cocina Metabólica: Se desarrollan estudios que evalúen los determinantes de las respuestas individuales a la intervenciones nutricionales (nutrición de precisión); Se implementan intervenciones nutricionales personalizadas; Se realiza la Medición del apego a las intervenciones dietéticas con nuevas tecnologías, la Indicación y preparación de alimentos para planes de alimentación; y se imparten talleres de preparaciones saludables para pacientes en protocolo de investigación.
- Área de toma de muestras: En esta área se realiza la toma de muestras en una única vez o en varias ocasiones de acuerdo a las características del protocolo de investigación.
- Área de Infusiones: En esta área se realizan estudios que requieren la toma de muestras repetidas por un periodo hasta de 8 horas. Algunos de los estudios que se llevan a cabo son los estudios de farmacocinética o la evaluación de la respuesta a un fármaco administrado por vía oral o intravenosa. Además los participantes de los proyectos reciben educación en salud durante su estancia.

## Aportaciones
Entre las aportaciones científicas de la UIEM destacan:
- El estudio de la respuesta a uno de los medicamentos más usados en el tratamiento de la diabetes (sulfonilureas) en personas que tienen una variante genética que aumenta la susceptibilidad de la diabetes en mestizos mexicanos (localizada en el gen HNF1A).[5]
- La descripción de un nuevo método (METS-IR) para estimar la acción de la insulina, en el cual no se requiere la medición de la insulina en plasma. Valores altos de este indicador aumenta el riesgo de tener diabetes tipo 2 a corto plazo.[6]
- La organización y coordinación del Registro Mexicano de Hipercolesterolemia Familiar.[7]
- Identificación de los mecanismos por los que algunas variantes genéticas que son comunes en población mestiza Mexicana se asocian a enfermedades metabólicas (como la diabetes tipo 2).